# Germiston
Germiston is een stad met ongeveer 255.000 inwoners in de provincie Gauteng in Zuid-Afrika.
Germiston werd gesticht tijdens de goudkoorts door twee gelukszoekers van het landbouwbedrijf Germiston (dicht bij Glasgow). Beide personen verdienden fortuinen met het goud en er ontstond een stad nabij de mijn. De jongste broer van de schilder Vincent van Gogh (Cor) heeft ook in deze mijn gewerkt.

## Subplaatsen
Het nationaal instituut voor de statistiek, Stats SA, deelt sinds de census 2011 deze hoofdplaats in in 78 zogenaamde subplaatsen (sub place), waarvan de grootste zijn:
Albemarle • Bedford Gardens • Bedfordview • Delville • Dinwiddie • Elandsfontein Rail • Elsburg • Elspark • Germiston South (Industries E A) • Germiston SP • Good Hope • Primrose • Rondebult • Roodekop • Simmer And Jack Gold Mine • Wychwood.

## Geboren
- Stanley Skewes (1899-1988), wiskundige
- Helen Suzman (1917-2009), parlementslid en anti-apartheidsactiviste
- Sydney Brenner (1927-2019), bioloog en Nobelprijswinnaar (2002)
- Hestrie Cloete (1978), hoogspringster

## Foto's

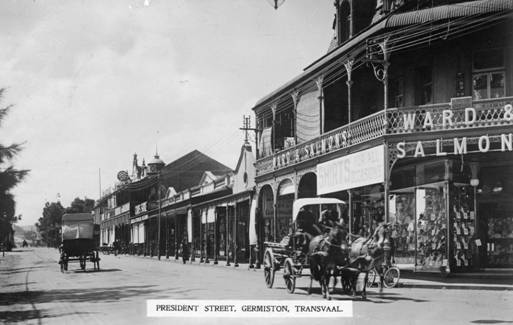
1910